# Moder Svea
För andra betydelser, se Moder Svea (olika betydelser).

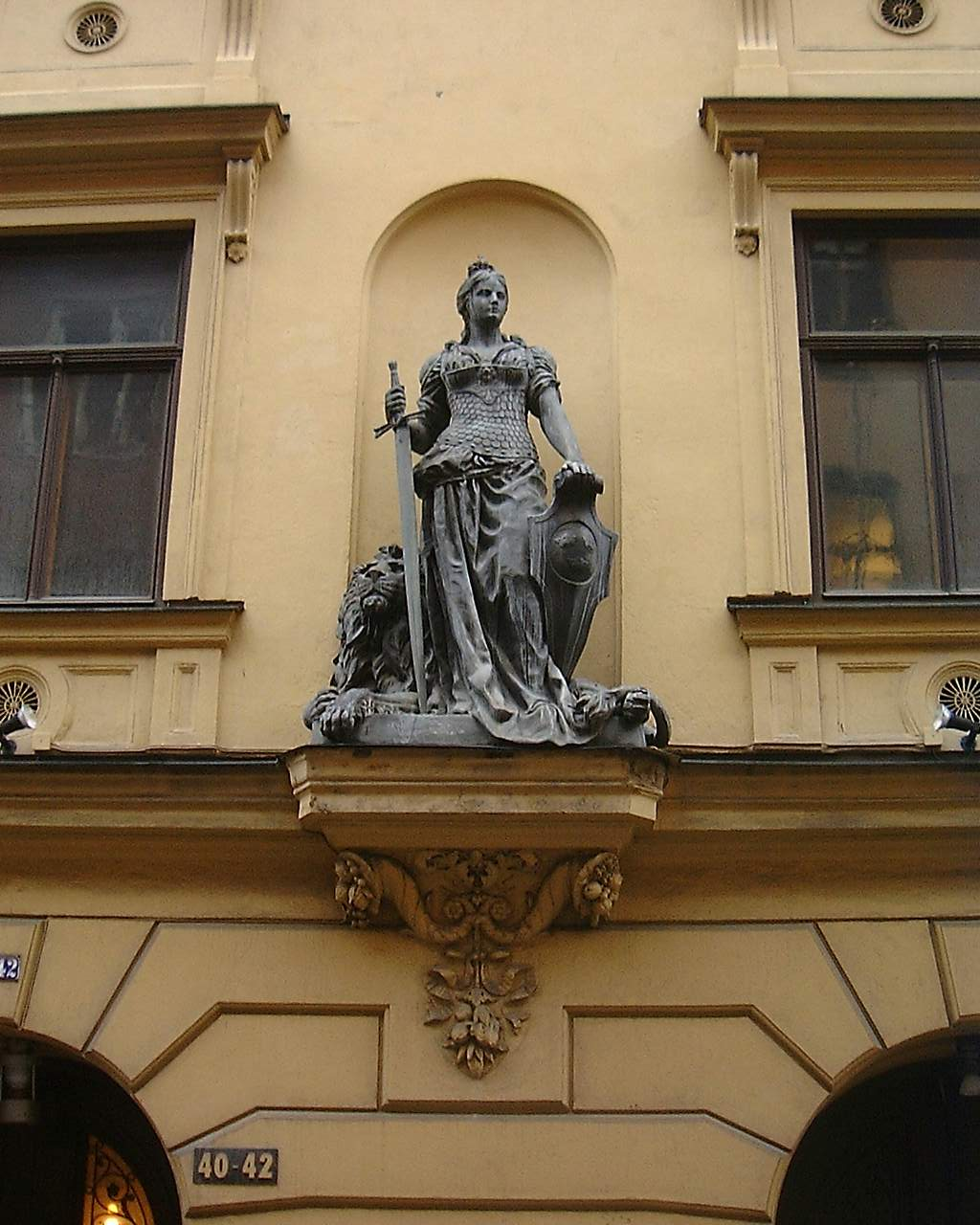
Moder Svea, staty av Rolf Adlersparre. Stora Nygatan i Stockholm.

Moder Svea är en kvinnlig nationspersonifikation för Sverige. Svea brukar framställas som en kraftfull sköldmö, oftast med ett eller två lejon. Symbolen är vanligt förekommande, den finns till exempel som staty på riksdagshuset.

## Beskrivning
Moder Svea anses ha skapats 1672 av Anders Wolimhaus (senare adlad som Anders Leijonstedt) i dikten "Svea Lycksaligheets Triumph", men fick inte mer utbredd popularitet förrän 1698 genom Gunno Dahlstiernas "Kunga-Skald". Historiskt har symbolen använts flitigt i nationalistisk propaganda, i modernare tid oftare i politiska satirteckningar. Moder Svea förekom även på svenska sedlar av olika valörer under åren 1836–1963. Dessa "Sittande Svea"-sedlar togs ur cirkulation 31 december 1987. På den giltiga 100-kronors minnessedeln som utgavs 2005 förekommer hon dock.

### Bilder

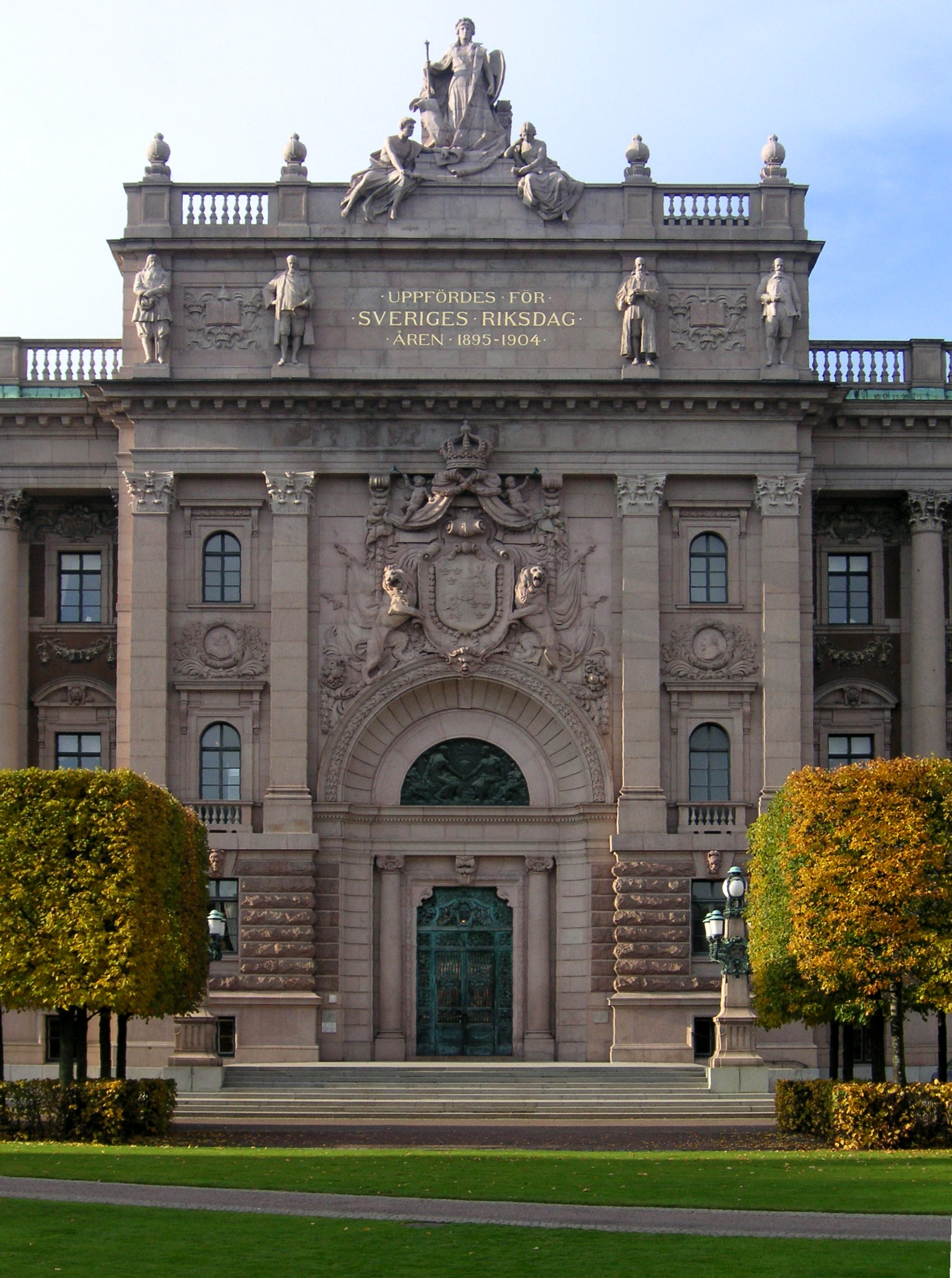
Moder Svea står staty ovanpå Riksdagshusets fasad mot Riksplan i Stockholm
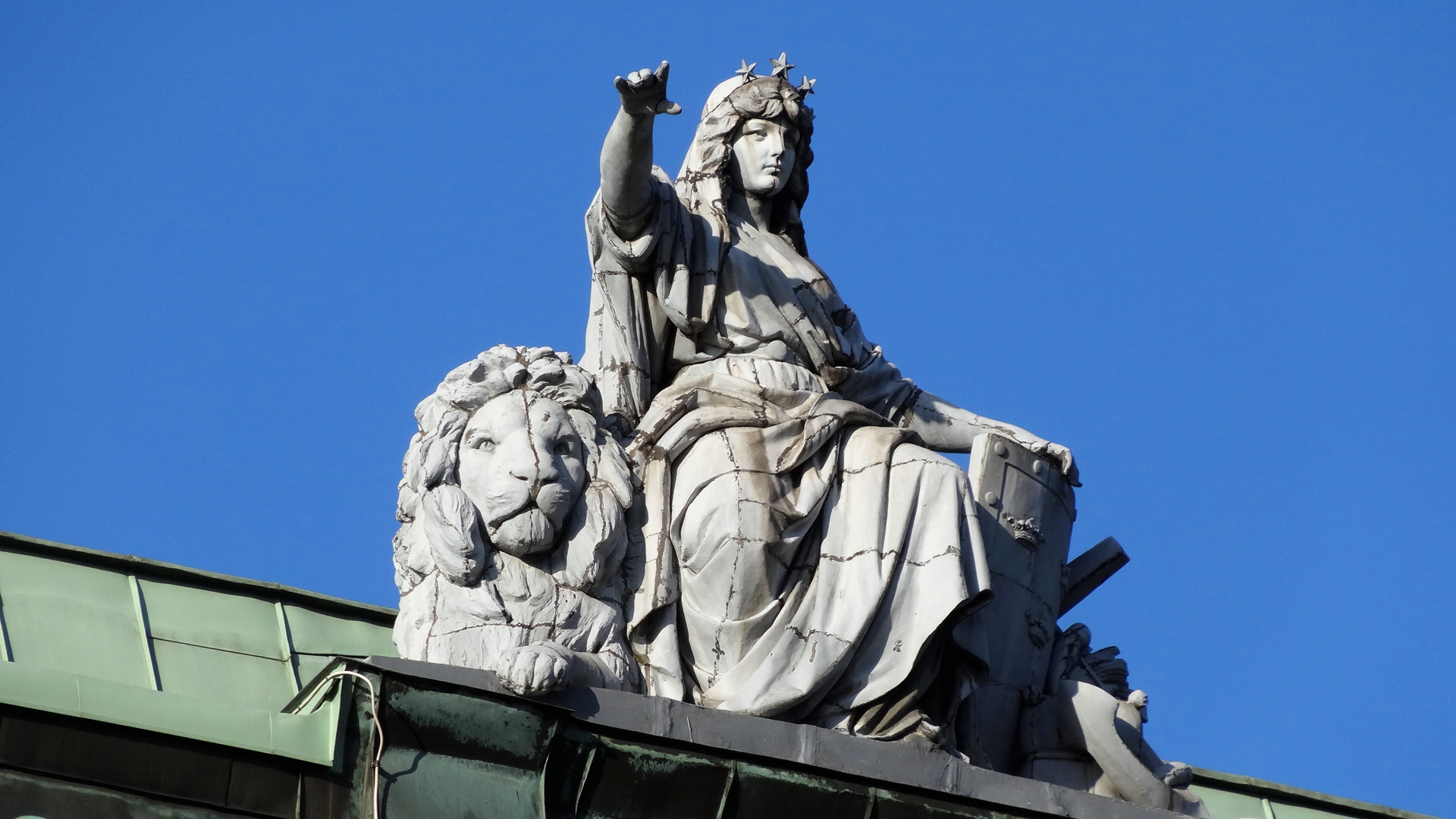
Moder Svea med Rikets lejon på Sveahuset i Göteborg.
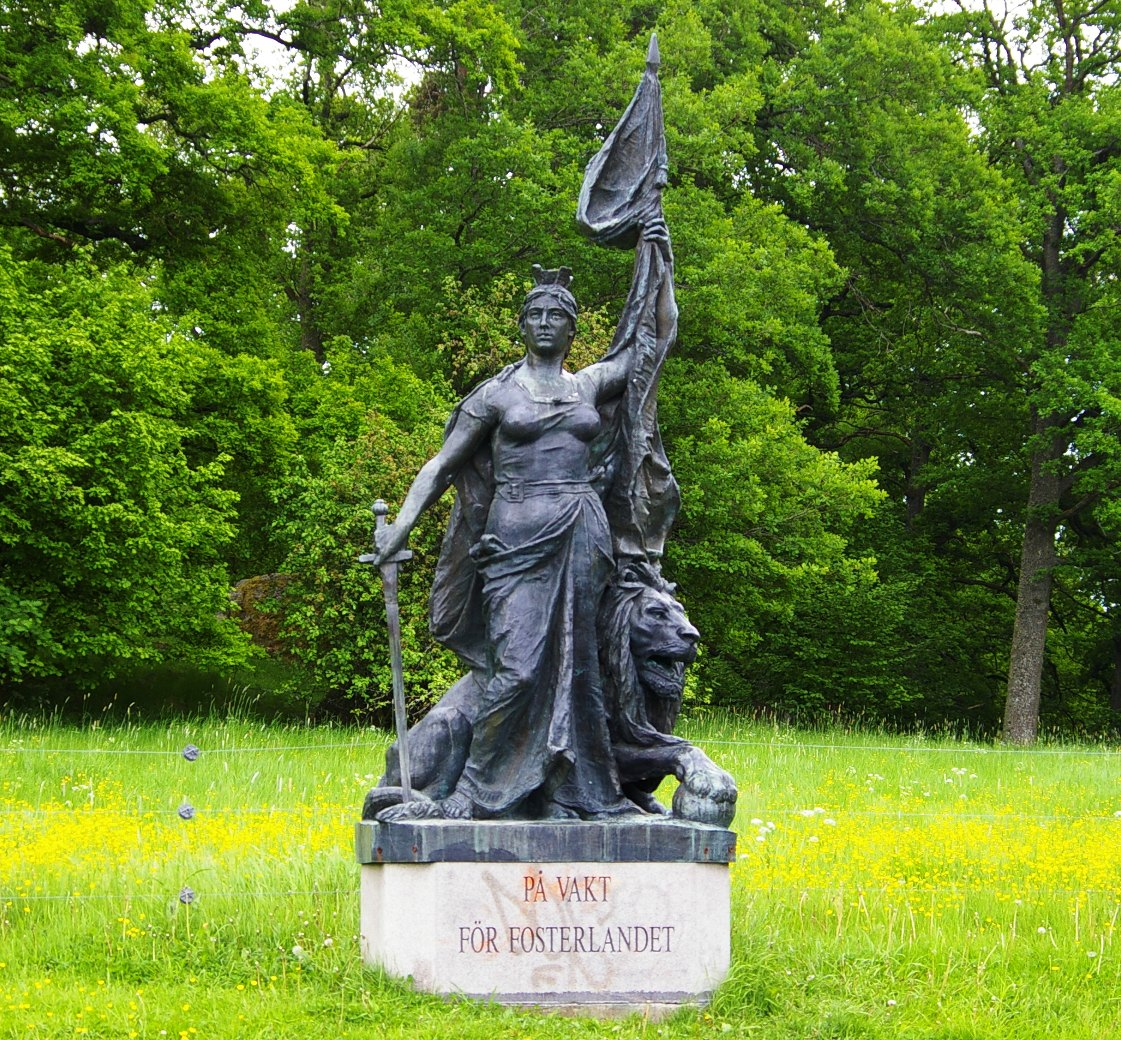
Moder Svea, staty av Alfred Nyström. Berga i Linköping.
Medalj med moder Svea som sätter en krona på Karl Johans huvud, 1810.
Allegori med moder Svea i centrum av David Klöcker Ehrenstrahl från 1693.

### Släkt
Moder Svea har ofta framställts som mor eller äldre syster till Finlands mö. Hon har ibland också framställts som syster eller kusin till nationspersonifikationer för Danmark, Norge och Island.

### Andra benämningar på Sverige
- Gamla Svedala
- Svea rike
- Svitjod

### Nationspersonifikationer för andra länder
- Holger Danske
- Finlands mö
- Fjallkonan(no)
- Ola Nordmann
- John Bull
- Britannia
- Marianne
- Uncle Sam
- Columbia
- Moder Ryssland